# Lúzsok
Lúzsok ist eine ungarische Gemeinde im Kreis Sellye im Komitat Baranya.

## Geografische Lage
Lúzsok liegt acht Kilometer südöstlich der Kreisstadt Sellye. Nachbargemeinden sind Nagycsány, Vajszló, Vejti, Piskó und Kemse.

## Geschichte
Der Ort wurde 1346 erstmals schriftlich unter dem Namen Lusok erwähnt.
Im Jahr 1907 gab es in der damaligen Kleingemeinde 66 Häuser und 338 Einwohner auf einer Fläche von 1144 Katastraljochen.

## Sehenswürdigkeiten
- Heimatmuseum in einem traditionellen Wohnhaus mit Reetdach
- Reformierte Kirche, erbaut 1853 im barocken Stil

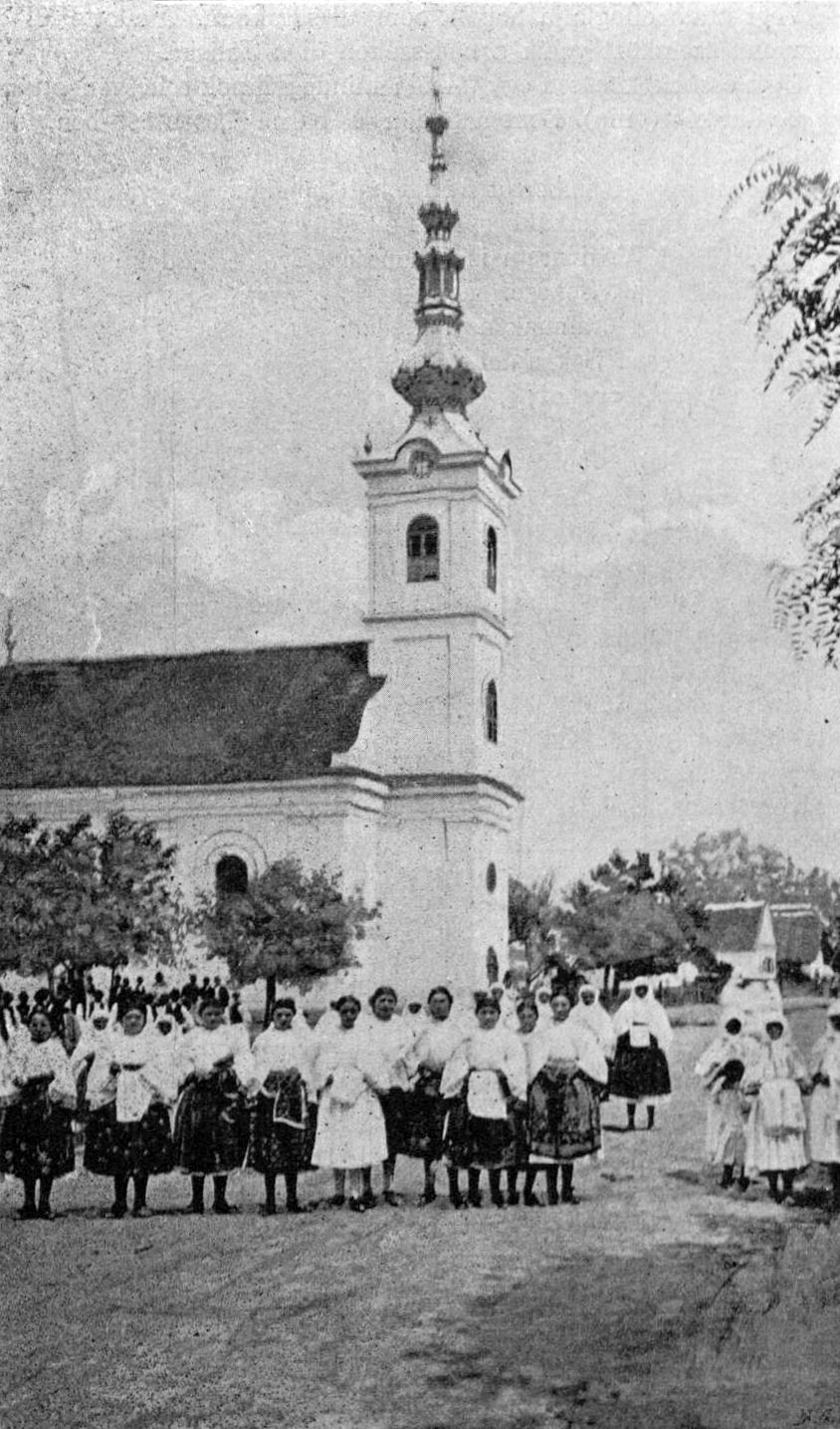
Reformierte Kirche (1896)
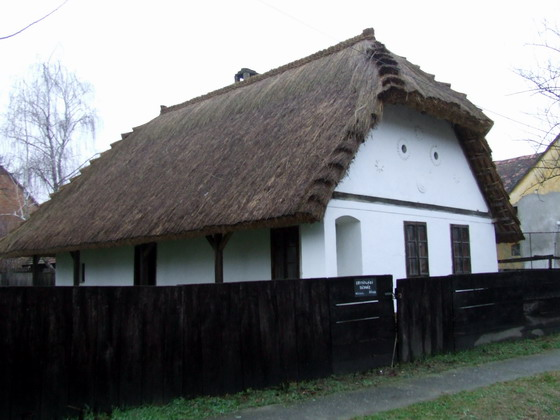
Heimatmuseum

## Verkehr
Durch Lúzsok verläuft die Landstraße Nr. 5823, von der in südliche Richtung die Landstraße Nr. 5822 nach Piskó abzweigt. Es  bestehen Busverbindungen nach Vajszló und Piskó sowie über Kemse nach Zaláta. Der nächstgelegene Bahnhof befindet sich in Sellye.